# Bertil Karnell
Nils Bertil Karnell, född 17 augusti 1900 i Muonionalusta församling, död 13 september 1954 på Lidingö, var en svensk skolman.
Bertil Karnell var son till Vitalis Karnell. Han blev filosofie kandidat 1924, avlade folkskollärarexamen 1925, var folkskoleinspektör i Norrbottens östra inspektionsområde 1927–1946, folkskoleinspektör i Södermanlands östra skolområde från 1946 och blev undervisningsråd 1947. Karnell intresserade sin speciellt för och arbetade med landsbygdens skolproblem och den finsktalande ungdomens undervisning. Som expert på dessa områden verkade han särskilt inom 1940 års skolutredning.